# Incidente de Mukden

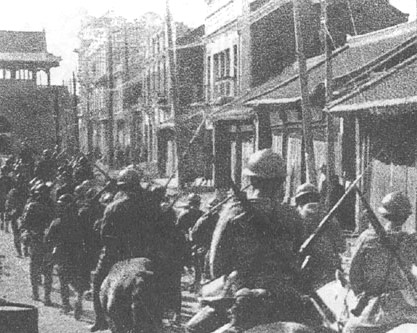
Exército de Guangdong entrando em Shenyang após o Incidente

O Incidente de Mukden, também chamado de Incidente da Manchúria, foi uma sabotagem ferroviária ocorrida em 18 de setembro de 1931 no sudoeste da Manchúria, quando militares japoneses explodiram uma seção da estrada de ferro do sul da província, de propriedade do Japão, perto da cidade de Mukden, hoje Shenyang.
O exército imperial japonês acusou dissidentes chineses pelo ato de sabotagem e o acontecimento foi usado como pretexto para a invasão e anexação japonesa da Manchúria na qual o Japão estabeleceu seu estado fantoche de Manchukuo seis meses depois. O engano foi exposto pelo Relatório Lytton de 1932, levando o Japão ao isolamento diplomático e sua retirada em março de 1933 da Liga das Nações
O incidente representou um dos primeiros marcos da até então não-declarada Segunda Guerra Sino-Japonesa, que só a partir de 1937, após o Incidente da Ponte Marco Polo, aconteceria de forma aberta e declarada entre as duas nações.
O bombardeio é conhecido como Incidente do Lago Liutiao (chinês tradicional: 柳條 湖 事變; chinês simplificado: 柳条 湖 事变; pinyin: Liǔtiáohú Shìbiàn, japonês: 柳条 湖 事件, Ryūjōko-jiken)